# Reichenberg (Moritzburg)

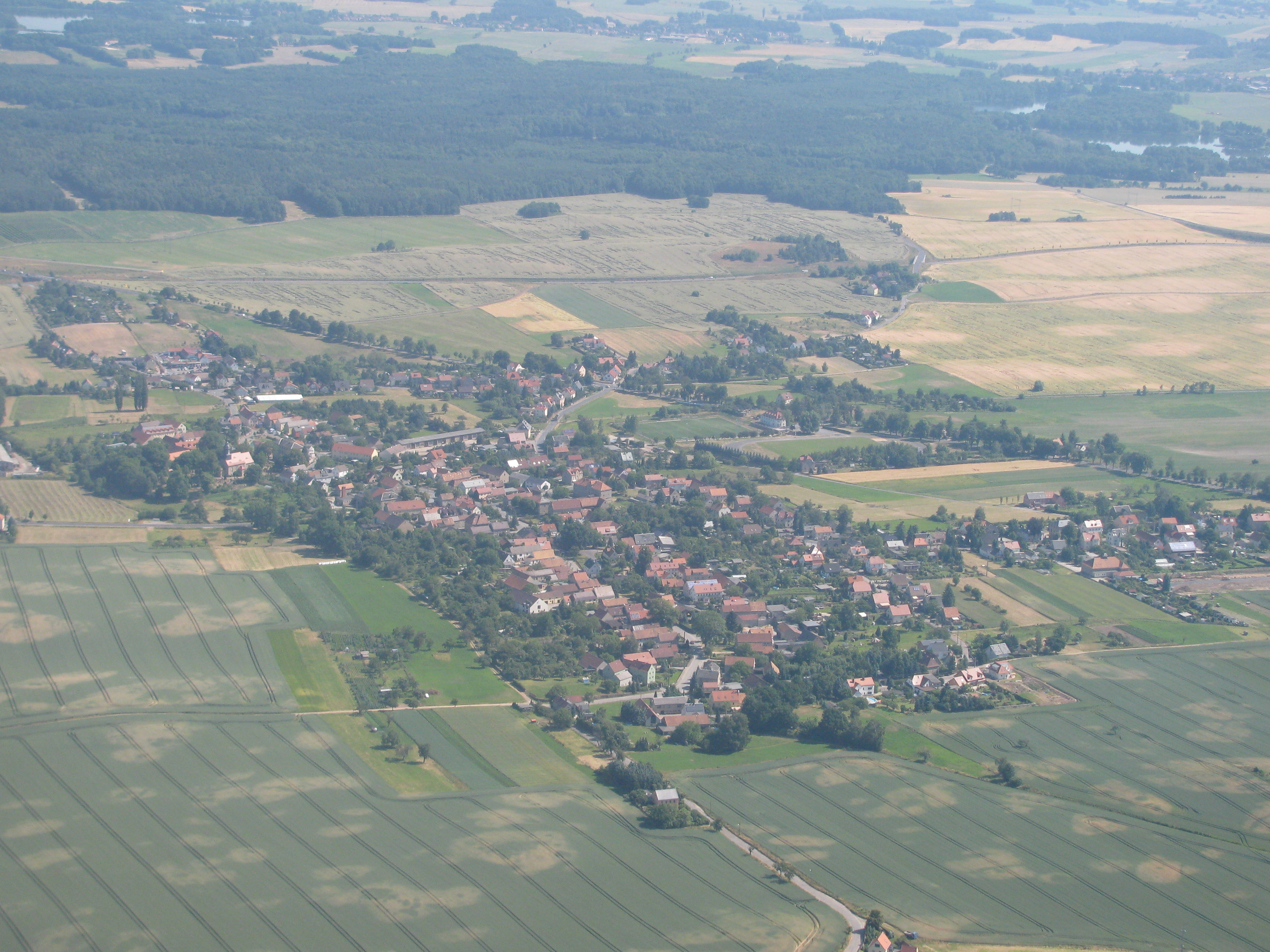
Reichenberg aus der Vogelperspektive

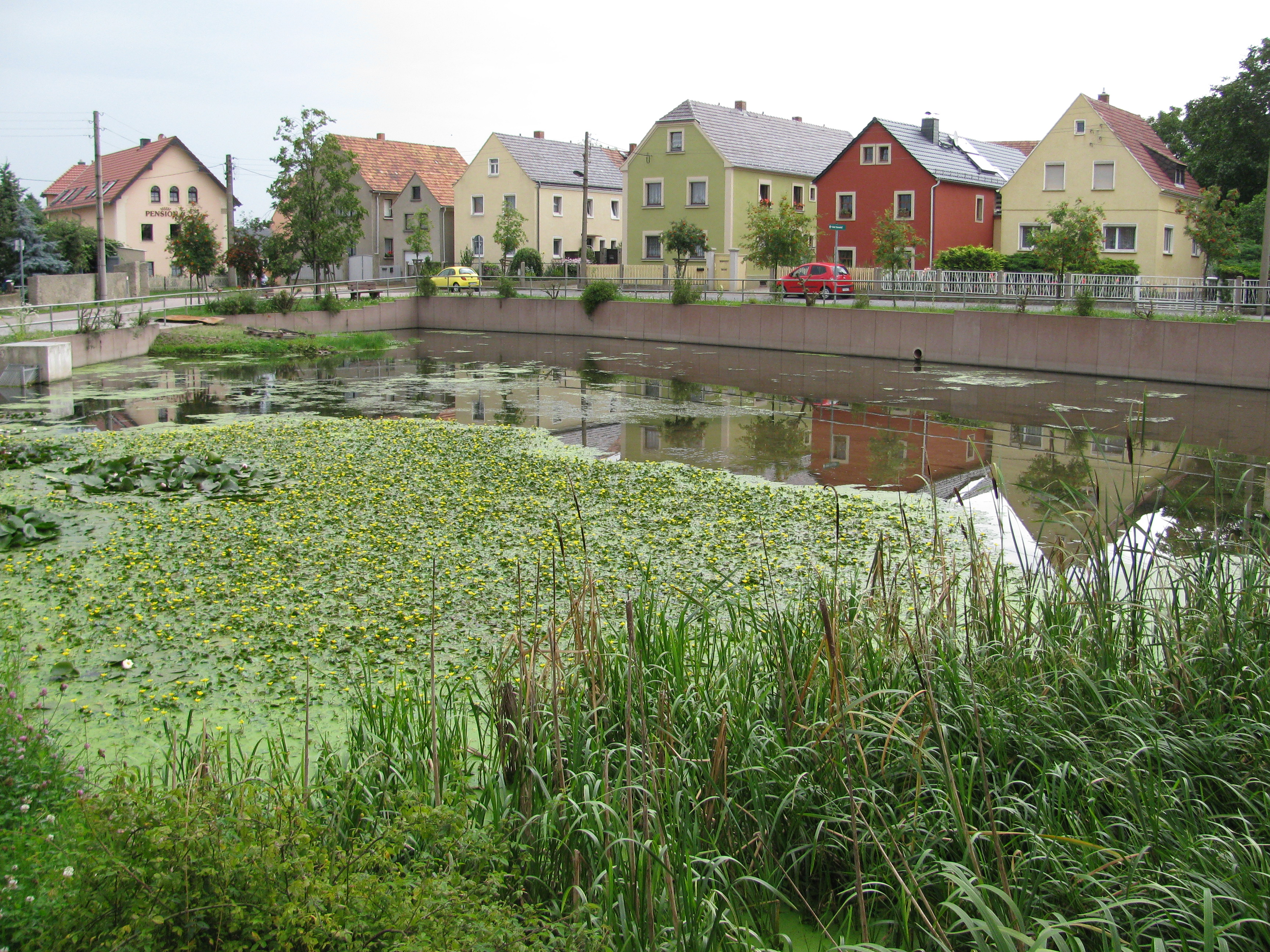
Dorfteich im Reichenberger Dorfkern

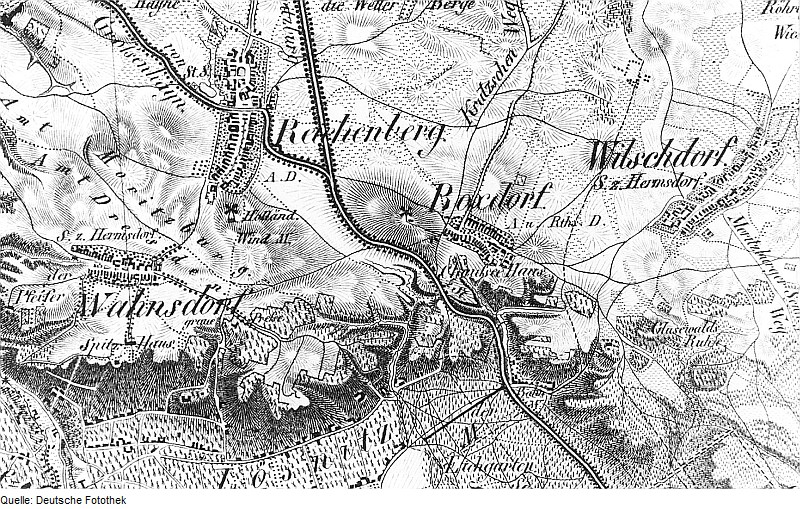
Reichenberg und benachbarte Dörfer auf einer Karte aus dem 19. Jahrhundert

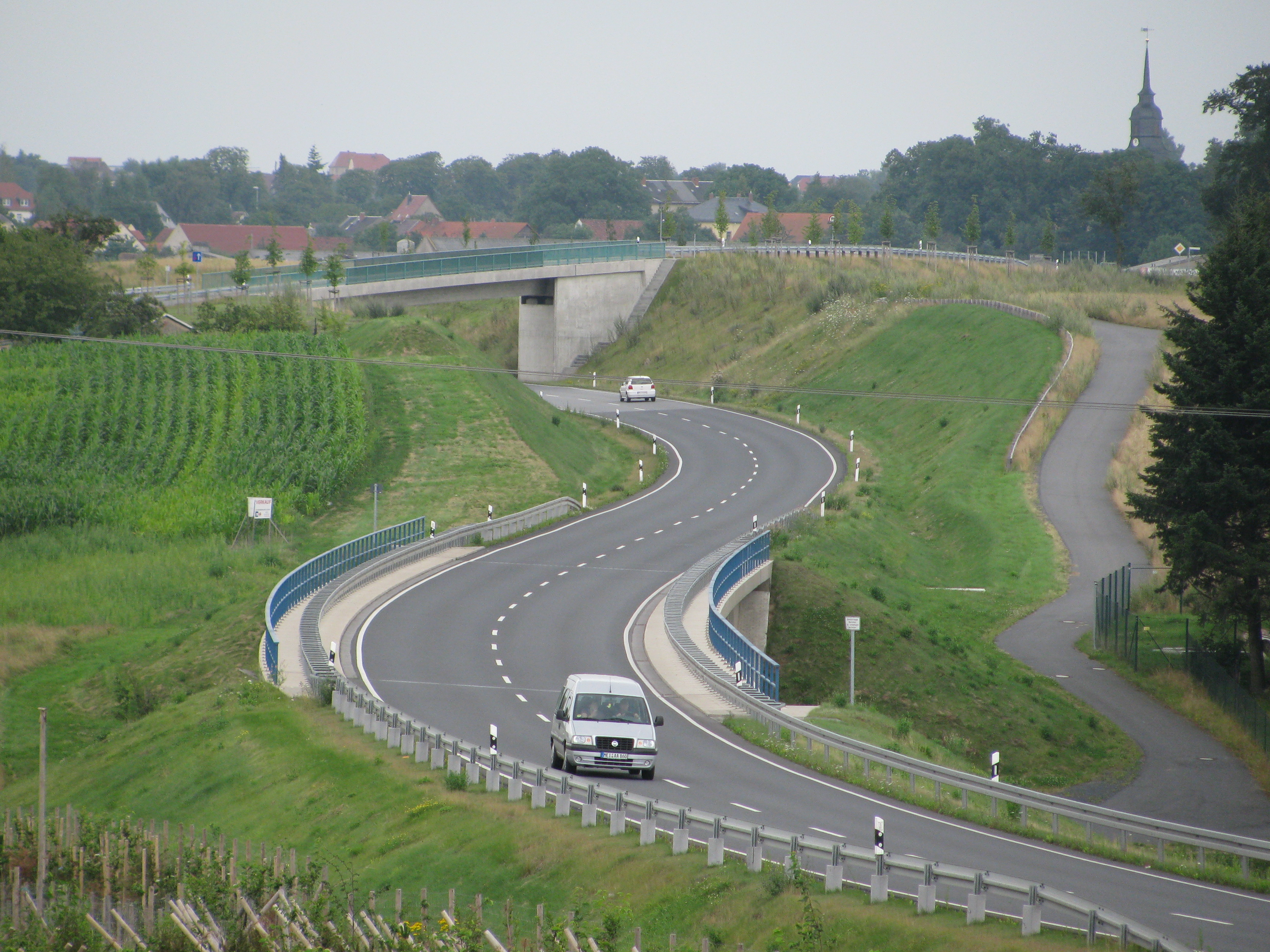
Blick von Friedewald entlang der Staatsstraße 81 in Richtung Reichenberg

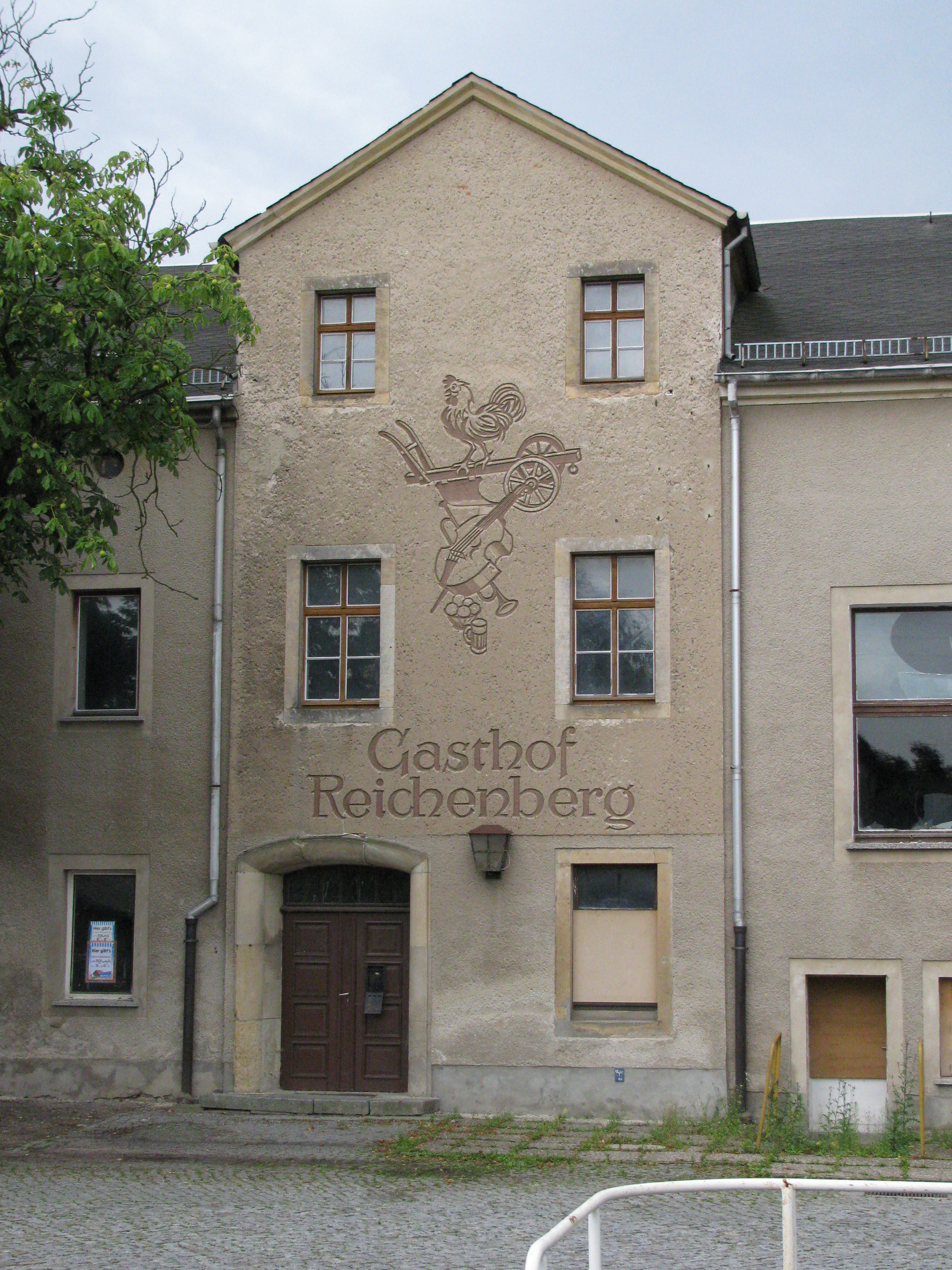
Gasthof Reichenberg

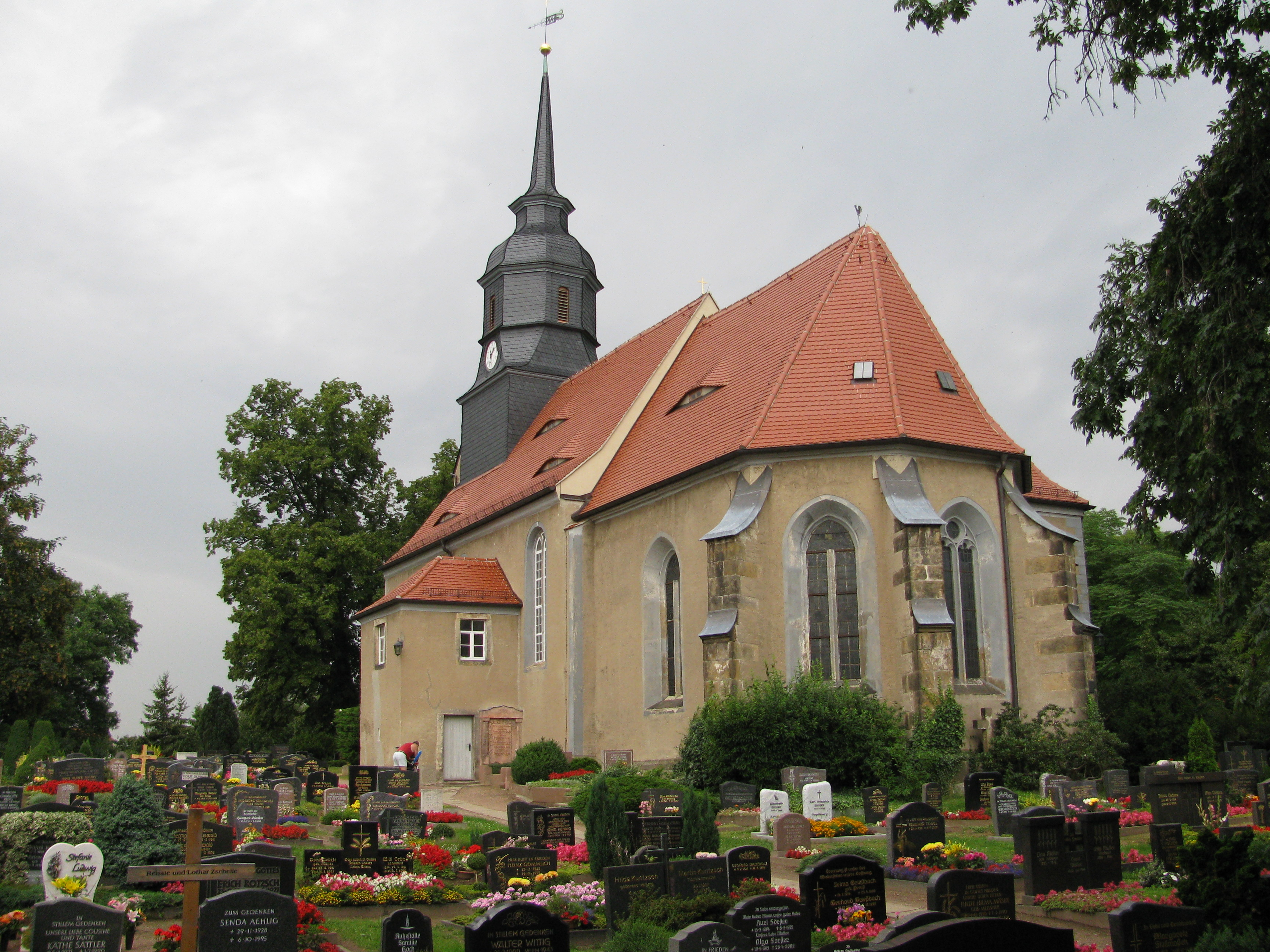
Reichenberger Kirche mit Friedhof

Reichenberg ist ein Ortsteil von Moritzburg im Landkreis Meißen, Sachsen.

## Geographie
Reichenberg befindet sich im Süden des Moritzburger Gemeindegebiets. Östlich von Reichenberg liegt der Moritzburger Ortsteil Boxdorf, nördlich grenzt Moritzburg selbst an. Westlich benachbart liegt der Moritzburger Ortsteil Friedewald, bestehend aus Dippelsdorf und Buchholz, wobei größtenteils der Lößnitzbach diese Grenze markiert. Südlich grenzt Reichenberg an den Radebeuler Ortsteil Wahnsdorf. Die Stadtgrenze von Dresden liegt zwei Kilometer südöstlich von Reichenberg.
Zu Reichenberg gehört neben dem zentral auf der Flur gelegenen Dorfkern entlang der August-Bebel-Straße auch die Siedlung „Hochland“ im Westen der Flur am Rande des Lößnitzgrunds nahe Buchholz. Im Nordwesten der Flur liegt das durch den Bahndamm der Lößnitzgrundbahn abgetrennte und unter anderem vom Reichenberger Bach gespeiste südöstliche Becken des Dippelsdorfer Teichs mit dem Feriendorf und Campingplatz „Bad Sonnenland“. Im Norden hat Reichenberg Anteil am Landschaftsschutzgebiet Friedewald und Moritzburger Teichgebiet. Dieser Bereich ist bewaldet, große Teile der Flur werden landwirtschaftlich genutzt. Das Gelände steigt nach Süden in Richtung Wahnsdorf bis auf 240 m ü. NN an.
Bei Reichenberg kreuzen sich zwei wichtige Verkehrsachsen des Nordwestens des Ballungsraums Dresden. Die Staatsstraße 81 als um 2006 neu errichtete Verbindung von Großenhain und Meißen zur A 4 (Anschlussstelle Dresden-Flughafen) trifft auf die Straße von Moritzburg nach Dresden. Die Verkehrsgesellschaft Meißen bedient in Reichenberg mehrere Haltestellen.

## Geschichte
Erstmals urkundlich erwähnt wurde Reichenberg im Jahre 1235 als „Richenberc“; 1289 findet ein „Thymo de Rychenberg“ Erwähnung, weshalb angenommen wird, dass sich zu dieser Zeit ein Herrensitz im Ort befand. Der aus dem Deutschen stammende Ortsname bedeutet so viel wie „Siedlung an einem fruchtbaren Berg“. Im Laufe der Jahrhunderte wandelte er sich unter anderem über die Formen „Richinberg“ und „Reichenburg“ hin zur heutigen Bezeichnung. 
Auf der 860 Hektar (Stand: 1900) großen Reichenberger Gewannflur betrieben die Einwohner des Straßenangerdorfs neben Ackerbau und Viehzucht auch Weinbau, der bereits 1418 bezeugt ist und erst in den 1880er Jahren im Zuge der Reblauskatastrophe zum Erliegen kam. Mitte des 16. Jahrhunderts hatten die Einwohner Reichenbergs Abgaben an das Meißner Domkapitel, den Pfarrer von Reichenberg, an Matthes von Karras, an Friedrich von Carlowitz als Eigner des Ritterguts Hermsdorf sowie (den weitaus größten Teil) an das Amt Dresden zu leisten; zu dieser Zeit bestanden im Ort zwei Vorwerke.
Reichenberg war und ist das Kirchdorf für die Dörfer der Umgebung. Eingepfarrt sind Boxdorf, Friedewald (Buchholz und Dippelsdorf) und Wahnsdorf. Bis 1900 gehörte Eisenberg beziehungsweise Moritzburg zur Pfarre Reichenberg, bis 1913 auch Rähnitz. Das wüstgefallene Dorf Krauschen war 1539 ebenfalls Teil der Parochie. Im 16. Jahrhundert war Reichenberg das weitaus größte Dorf auf der Hochfläche nordwestlich von Dresden.
Südlich des Dorfkerns befand sich auf einer Anhöhe am Straken, dem alten Verbindungsweg über Wahnsdorf nach Alt-Radebeul, im 19. Jahrhundert eine Holländerwindmühle, die jedoch später abgerissen wurde. In den Jahren 1812 und 1813 suchten Großbrände das Dorf heim, zur Gründung einer Freiwilligen Feuerwehr kam es jedoch erst 1920. Von 1912 bis 1914, unmittelbar vor Ausbruch des Ersten Weltkriegs, war an der Flurgrenze zu Boxdorf, zwischen der dortigen Boxdorfer Windmühle am Gallberg und dem Wetterberg, ein Flugplatz in Betrieb, der jedoch eine Konkurrenz für den damals ebenfalls im Entstehen begriffenen Flugplatz Dresden-Kaditz darstellte und deshalb geschlossen werden musste.
Auf Grundlage der Landgemeindeordnung von 1838 erlangte Reichenberg Selbstständigkeit als Landgemeinde. Die Anfang des 20. Jahrhunderts an der Grenze zu Boxdorf entstandene Siedlung Neu-Reichenberg wurde 1956 nach Boxdorf eingemeindet, fünf Jahre später ging der Dippelsdorfer Anbau an die Gemeinde Friedewald über. Im Jahre 1975 gründete sich der Gemeindeverband Moritzburg, dem sich auch Reichenberg anschloss. Die Eingemeindung von Boxdorf und Friedewald nach Reichenberg erfolgte am 1. Januar 1994. Genau fünf Jahre später wurde die Gemeinde Reichenberg an Moritzburg angeschlossen. Bis Mitte der 1990er Jahre war die heute zu Radebeul gehörende Meierei südwestlichster Punkt Reichenbergs.

### Einwohnerentwicklung
| Jahr | Einwohner                                |
| ---- | ---------------------------------------- |
| 1547 | 56 besessene Mann, 44 Inwohner           |
| 1764 | 36 besessene Mann, 31 Gärtner, 9 Häusler |
| 1834 | 566                                      |
| 1871 | 839                                      |
| 1890 | 1182                                     |
| 1910 | 2018                                     |
| 1925 | 1964                                     |
| 1939 | 2690                                     |
| 1946 | 2888                                     |
| 1950 | 2880                                     |
| 1964 | 1815                                     |
| 1990 | 1316                                     |
| 2011 | 1402                                     |

## Sehenswürdigkeiten
Die evangelisch-lutherische Kirche in Reichenberg geht auf die Zeit um 1200 zurück. Davon zeugen ein schlichter romanischer Portalbogen an der Südwand der Kirche und ein alter Taufstein. In der Zeit der Spätgotik erfolgte ein Umbau des Sakralgebäudes, das dabei im Wesentlichen seine heutige Gestalt erhielt. Das Kirchenschiff wurde erhöht, ein Altarraum kam hinzu. Die Kirche umgibt ein kleiner Friedhof.

## Persönlichkeiten
- Walter Erich Henn (1912–2006), in Reichenberg geborener Architekt, Bauingenieur und Hochschullehrer